# 堀井美月
堀井美月（日语：堀井 美月，1986年4月21日—) ，是日本千葉縣出身的寫真女星。

## 人物
身高148cm。B93（I罩杯）、W55、H86。血型A型。以突出的上圍最為出名。後因爆出慾照風波而停止一切演藝活動，目前還沒有任何消息。

## 慾照風波
- 2008年10月，八卦雜誌公開了一組流出的自拍照片，女主角疑似為堀井美月。並以標題「I罩杯超人氣偶像，賓館拘束全裸寫真」、副標題「儘管本人的blog持續更新……卻已遭所屬事務所解雇！」影射某巨乳寫真女星。[1]隨著事務所網站改版也將她除名。

- 2009年4月2日，堀井美月於blog發表標題為「通知」的文章，內容大概說的是：「謝謝大家一直以來的支持。我突然決定，我將需要一段時間考慮以後所有的活動。暫時要先跟這個部落格說再見了！對不起，我任性了。未來有任何決定，再利用這個部落格跟大家報告。對於每天都忠實地守在這個部落格的各位網友，真的很謝謝你們。謝謝。謝謝大家一直以來的支持。」從此便不再更新blog。

## 寫真

### 書籍
- Double Moon（大誠社）
- 美育（彩文館出版）

### 網路
- 堀井美月數位寫真集 「あいろり」（アスペクトデジタルメディア）

## DVD
- 堀井美月 Hカップ姫（2005年7月、日本メディアサプライ）
- 堀井美月 ミヅキのミニマム爆乳ボディー（2006年1月、VEGA FACTORY）
- 堀井美月 デカメロンちゃん（2006年4月、竹書房）
- 148cm 堀井美月 今井叶美（2006年7月、Spice Visual）
- Physical（2006月8月、Air control）
- ONE 堀井美月（2006月10月、Spice Visual）
- MH T148 B93i（2007年1月、Spice Visual）
- 堀井美月 ON/OFF（2007月2月、Spice Visual）
- 堀井美月 みつキス（2007月5月、竹書房）
- 堀井美月 華みづき（2007年7月、ラインコミュニケーションズ）
- エロカワビキニVol.1～森下悠里・堀井美月・加藤美穂～（2007年8月、ShowTime）
- 堀井美月 美育（2007月10月、彩文館出版）
- 堀井美月 みづきいろ（2008年1月、フォーサイド・ドット・コム）
- 堀井美月 ホリリズム（2008年9月、Spice Visual）
- 堀井美月 ホリイ・ザ・ベスト（2010年9月、Spice Visual）

## 原創影片
- DRIFT SPECIAL ～Beauty Battle～（2007年、ジェネオン エンタテインメント）「楓」役

## CD單曲
- アタックNo.1（2007月11月、GIRLS'PARTY）

## 電視出演
- 偶像☆Kiss（MONDO21）

## 外部連結
- 堀井美月のニャンダフルな毎日 （页面存档备份，存于）現在的部落格（2008年6月2日～2009年4月2日）
- 堀井美月のニャンダフルな毎日 （页面存档备份，存于）舊的部落格（2007年9月1日～2008年6月1日）